# Milow (album)
Milow is het derde album van de Belgische singer-songwriter Milow, dat op 27 maart 2009 uitkwam.

## Tracklist
1. Ayo Technology - 3:34
2. You Don't Know - 2:47
3. One Of It - 3:07
4. Out Of My Hands - 3:30
5. Canada - 4:52
6. The Ride - 3:08
7. Stephanie - 4:07
8. Coming Of Age - 4:01
9. The Priest - 6:58
10. House By The Creek - 4:19
11. Dreamers And Renegades - 2:48
12. Herald Of Free Enterprise - 5:01
13. Darkness Ahead And Behind - 3:52
14. Launching Ships - 2:48
15. Born In The Eighties - 4:22

## Hitnotering
| "Milow" in de Nederlandse Album Top 100 - binnen: 18-04-2009 | "Milow" in de Nederlandse Album Top 100 - binnen: 18-04-2009 | "Milow" in de Nederlandse Album Top 100 - binnen: 18-04-2009 | "Milow" in de Nederlandse Album Top 100 - binnen: 18-04-2009 | "Milow" in de Nederlandse Album Top 100 - binnen: 18-04-2009 | "Milow" in de Nederlandse Album Top 100 - binnen: 18-04-2009 | "Milow" in de Nederlandse Album Top 100 - binnen: 18-04-2009 | "Milow" in de Nederlandse Album Top 100 - binnen: 18-04-2009 | "Milow" in de Nederlandse Album Top 100 - binnen: 18-04-2009 | "Milow" in de Nederlandse Album Top 100 - binnen: 18-04-2009 | "Milow" in de Nederlandse Album Top 100 - binnen: 18-04-2009 | "Milow" in de Nederlandse Album Top 100 - binnen: 18-04-2009 | "Milow" in de Nederlandse Album Top 100 - binnen: 18-04-2009 | "Milow" in de Nederlandse Album Top 100 - binnen: 18-04-2009 | "Milow" in de Nederlandse Album Top 100 - binnen: 18-04-2009 | "Milow" in de Nederlandse Album Top 100 - binnen: 18-04-2009 | "Milow" in de Nederlandse Album Top 100 - binnen: 18-04-2009 | "Milow" in de Nederlandse Album Top 100 - binnen: 18-04-2009 | "Milow" in de Nederlandse Album Top 100 - binnen: 18-04-2009 | "Milow" in de Nederlandse Album Top 100 - binnen: 18-04-2009 | "Milow" in de Nederlandse Album Top 100 - binnen: 18-04-2009 | "Milow" in de Nederlandse Album Top 100 - binnen: 18-04-2009 | "Milow" in de Nederlandse Album Top 100 - binnen: 18-04-2009 | "Milow" in de Nederlandse Album Top 100 - binnen: 18-04-2009 | "Milow" in de Nederlandse Album Top 100 - binnen: 18-04-2009 | "Milow" in de Nederlandse Album Top 100 - binnen: 18-04-2009 | "Milow" in de Nederlandse Album Top 100 - binnen: 18-04-2009 | "Milow" in de Nederlandse Album Top 100 - binnen: 18-04-2009 | "Milow" in de Nederlandse Album Top 100 - binnen: 18-04-2009 | "Milow" in de Nederlandse Album Top 100 - binnen: 18-04-2009 | "Milow" in de Nederlandse Album Top 100 - binnen: 18-04-2009 | "Milow" in de Nederlandse Album Top 100 - binnen: 18-04-2009 |
| Week                                                         | 01                                                           | 02                                                           | 03                                                           | 04                                                           | 05                                                           | 06                                                           | 07                                                           | 08                                                           | 09                                                           | 10                                                           | 11                                                           | 12                                                           | 13                                                           | 14                                                           | 15                                                           | 16                                                           | 17                                                           | 18                                                           | 19                                                           | 20                                                           | 21                                                           | 22                                                           | 23                                                           | 24                                                           | 25                                                           | 26                                                           | 27                                                           | 28                                                           | 29                                                           | 30                                                           |                                                              |
| ------------------------------------------------------------ | ------------------------------------------------------------ | ------------------------------------------------------------ | ------------------------------------------------------------ | ------------------------------------------------------------ | ------------------------------------------------------------ | ------------------------------------------------------------ | ------------------------------------------------------------ | ------------------------------------------------------------ | ------------------------------------------------------------ | ------------------------------------------------------------ | ------------------------------------------------------------ | ------------------------------------------------------------ | ------------------------------------------------------------ | ------------------------------------------------------------ | ------------------------------------------------------------ | ------------------------------------------------------------ | ------------------------------------------------------------ | ------------------------------------------------------------ | ------------------------------------------------------------ | ------------------------------------------------------------ | ------------------------------------------------------------ | ------------------------------------------------------------ | ------------------------------------------------------------ | ------------------------------------------------------------ | ------------------------------------------------------------ | ------------------------------------------------------------ | ------------------------------------------------------------ | ------------------------------------------------------------ | ------------------------------------------------------------ | ------------------------------------------------------------ | ------------------------------------------------------------ |
| Nummer                                                       | 27                                                           | 17                                                           | 18                                                           | 18                                                           | 18                                                           | 24                                                           | 24                                                           | 19                                                           | 18                                                           | 17                                                           | 21                                                           | 25                                                           | 29                                                           | 35                                                           | 34                                                           | 31                                                           | 40                                                           | 32                                                           | 36                                                           | 50                                                           | 57                                                           | 45                                                           | 63                                                           | 74                                                           | 91                                                           | 90                                                           | 98                                                           | 90                                                           | 89                                                           | 96                                                           | uit                                                          |